# Oliver Möllenstädt
Oliver Möllenstädt (* 29. März 1978 in Braunschweig) ist ein deutscher Politiker (FDP). Er war von 2009 bis 2011 Landesvorsitzender der FDP Bremen und von September bis Dezember 2010 Fraktionsvorsitzender der FDP in der Bremischen Bürgerschaft. Seit 2022 ist er wieder Geschäftsführer des Gesamtverbands Kunststoffverarbeitende Industrie (GKV); dieses Amt hatte er bereits von 2011 bis 2020 inne. Von 2020 bis 2022 war er Geschäftsführer des Bundesfachverbandes der Immobilienverwalter e. V.

## Biografie

### Ausbildung und Beruf
Möllenstädt studierte von 1998 bis 2003 Wirtschaftsingenieurwesen an der Universität Bremen und wurde 2007 promoviert. Von 2003 bis 2007 war er als Wissenschaftlicher Mitarbeiter am Institut für Seeverkehrswirtschaft und Logistik (ISL) tätig.
Von 2011 bis 2020 war Möllenstädt für den Gesamtverband Kunststoffverarbeitende Industrie e. V. mit Sitz in Berlin tätig. Von 2020 war er Geschäftsführer des BVI Bundesfachverbandes der Immobilienverwalter e. V. Seit September 2022 ist er wieder Hauptgeschäftsführer des Gesamtverbandes Kunststoffverarbeitende Industrie.

### Politik
Von 1994 bis 1997 war Möllenstädt Mitglied der CDU. Er schloss sich 1999 der FDP an. Seit 2003 gehörte er dem Landesvorstand der FDP Bremen an. Von 2003 bis 2007 war er zudem Mitglied im Bundesvorstand der FDP-Jugendorganisation Junge Liberale und von 2004 bis 2007 stellvertretender Bundesvorsitzender. Von 2005 bis 2006 war er zugleich Landesvorsitzender der Jungen Liberalen Bremen. 2005 und 2009 kandidierte Möllenstädt als FDP-Kandidat für den Deutschen Bundestag im Wahlkreis Bremen II-Bremerhaven. 2009 wurde er Landesvorsitzender der FDP in Bremen. Seit 2009 gehörte er auch dem FDP-Bundesvorstand an. Im November 2010 nominierten die Delegierten der FDP Bremen ihn als Spitzenkandidaten für die bevorstehende Bürgerschaftswahl. Nach der Bürgerschaftswahl am 22. Mai 2011 traten er und der Landesvorstand der FDP Bremen geschlossen zurück. Möllenstädt kandidierte bei der Neuwahl des Landesvorstandes im Juni 2011 nicht erneut als Landesvorsitzender, gehörte jedoch weiterhin dem FDP-Bundesvorstand an.
Bei der Bürgerschaftswahl in Bremen 2007 kandidierte er für die FDP auf Listenplatz 4. Er gehörte der 17. Bremischen Bürgerschaft an. Dort war er vertreten im Ausschuss Krankenhäuser und in der Deputation für Wirtschaft und Häfen.
Ab September 2010 war er als Nachfolger des zurückgetretenen Uwe Woltemath Vorsitzender der FDP-Bürgerschaftsfraktion, die jedoch nach Woltemaths Austritt aus der Partei im Dezember 2010 mit nur mehr vier Bürgerschaftsabgeordneten ihren Fraktionsstatus verlor. Die vier liberalen Abgeordneten wählten Möllenstädt zum Vorsitzenden der FDP in der Bürgerschaft.
Im Oktober 2009 erregte Möllenstädt Aufsehen als er, auf den Vorschlag Empfängern von Arbeitslosengeld 2 pauschal Geld für Verhütungsmittel zu zahlen, erwiderte „Eine Erhöhung des Regelsatzes werden die Empfängerinnen eher in den nächsten Schnapsladen tragen, als diesen in Vorsorge und selbstbestimmte Familienplanung zu investieren“. Dies brachte ihm eine folgenlose Anzeige wegen Volksverhetzung ein.
Als Delegierter für die Bundesversammlung zur Wahl des Bundespräsidenten von 2010 erklärte Möllenstädt, er würde den von der SPD nominierten Kandidaten Joachim Gauck unterstützen.